# 마나가하섬
마나가하섬(Mañagaha)은 북마리아나 제도의 무인도이다. 사이판섬 서쪽에 위치한 부속섬으로 둘레 1.5 km 정도의 작은 섬이다. 사이판의 주요 관광지이며, 섬의 중심지인 가라판 인근에 있다.
제2차 세계 대전 중에 일본군에 의해 요새화된 적이 있어서 군함섬이라고도 불린다. 중국어로는 지금도 군함도(军舰岛)라고 한다.
섬 전체가 미국 국립사적지의 '역사 지구'로 등록되어 있다.